# Otto og Stella
|  | Denne artikel er oprettet af botten PalnaBot ud fra en ekstern database. Den kan derfor have sproglige fejl eller mangler. Denne skabelon kan fjernes efter kontrol af indholdet. |

Otto og Stella er en film instrueret af Jeppe Sandholt, Susanne Baekby Olesen, Jannick Aarup Grool, Bjarne Svoldgaard Nielsen, Slaven Reese, Benjamin Brokop.

## Handling
Otto & Stella er historien om to individer hvis forhold bliver sat på en prøve under en køretur gennem et smukt bjerglandskab. Otto forsøger desperat at vise Stella at han elsker hende, men hvordan skal det mon lykkes?